# جامعة إنسبروك
جامعة إنسبروك وتعرف أيضًا باسم جامعة ليوبولد فرانتس في إنسبروك (بالألمانية:  Leopold-Franzens-Universität Innsbruck) و‌باللاتينية: Universitas Leopoldino Franciscea) هي جامعة عامة في مدينة إنسبروك، عاصمة ولاية تيرول الاتحادية في النمسا.
تُعد حاليًا أكبر منشأة تعليمية في ولاية تيرول النمساوية، وثالث أكبر منشأة في النمسا بعد جامعة فيينا وجامعة غراتس. قدمت الجامعة مساهمات كبيرة في العديد من التخصصات، وخاصة في قسم الفيزياء.
علاوة على ذلك، فيما يتعلق بعدد المنشورات المدرجة في قائمة شبكة العلوم، فإنها تحتل المرتبة الثالثة على مستوى العالم في مجال أبحاث الجبال. في تصنيف جريدة هاندلسبلات الألمانية لعام 2015، صُنفت هيئة التدريس في إدارة الأعمال بين أفضل 15 كلية إدارة أعمال في البلدان الناطقة باللغة الألمانية.

## التاريخ
في عام 1562، أسس بيتر كانيسيوس مدرسة القواعد اليسوعية في إنسبروك، وتسمى اليوم «أكاديميشيس جيمنازيوم إنسبروك». تم تمويلها من قبل مناجم الملح في هول إن تيرول، وأعيد تأسيسها كجامعة في عام 1669 من قبل ليوبولد الأول وضمت في بدايتها أربع كليات.
في عام 1782 تم تقليصها إلى مجرد مدرسة ثانوية (مثل جميع الجامعات الأخرى في الإمبراطورية النمساوية، باستثناء جامعات كارلوفا وفيينا ولفيف)، ولكن الإمبراطور فرانتس الثاني أعاد تأسيسها في عام 1826 باسم جامعة إنسبروك. لذلك تم تسمية الجامعة على اسم كل من الآباء المؤسسين لها.
تنتشر مباني الجامعة في جميع أنحاء المدينة وأهم المواقع هي:
- افتتحت كلية اللاهوت عام 1562، وصارت مدرسة يسوعية في عام 1766.
- في عام 1924، تم افتتاح المبنى الرئيسي ومكتبة الجامعة.
- 1969 تم افتتاح الكلية العلمية وكلية البناء في هوتنج ويست.
- بدأ عام 1976 تشييد «برج Geiwi» لكلية الفلسفة السابقة، إضافة إلى المبنى الرئيسي.
- 1997 تم افتتاح كلية العلوم الاجتماعية.
- 2012 تم افتتاح مركز الكيمياء والطب الحيوي.
- أصبحت العديد من العيادات الجامعية التابعة للجامعة الطبية في المنطقة تسمى مستشفيات تيروليان الوطنية.

## كليات الجامعة
تضم الجامعة (وفقًا لخطة التنظيم الجديدة التي فُعّلت في 1 أكتوبر 2004) 16 كلية، بدلًا من الكليات الست التي كانت تتألف منها الجامعة في السابق، وهذه الكليات هي:
- كلية علم الأحياء
- كلية الإدارة
- كلية الاقتصاد والإحصاء
- كلية الإنسانيات 1 (الفلسفة والتاريخ)
- كلية الإنسانيات 2 (اللغات والأدب)
- كلية التربية
- مدرسة التربية (تدريب المعلمين)
- كلية الجغرافيا وعلوم الطقس
- كلية الرياضيات وعلوم الحاسب والفيزياء
- كلية علم النفس وعلوم الرياضة
- كلية العلوم التقنية (كانت تُعرف سابقًا بكلية العلوم الهندسية، ثم عُرفت أيضًا بكلية الهندسة المدنية)
- كلية العلوم السياسية وعلم الاجتماع
- كلية القانون
- كلية الكيمياء والصيدلة
- كلية اللاهوت الكاثوليكي
- كلية الهندسة المعمارية

اعتبارًا من 1 يناير 2004، تم فصل كلية الطب عن الجامعة الرئيسية لتصبح جامعة مستقلة، وتسمى جامعة إنسبروك الطبية.

## أساتذة بارزون
- هيلموت جامس: عالم نبات.
- كليمنس أوغست أندريا، أستاذ وخبير اقتصادي[8]
- يوجين فون بوم باورك، خبير اقتصادي
- فيلهلم إيمان، عالم موسيقى

## خريجون بارزون
- ألكسندر فان دير بيلين: الرئيس النمساوي.
- كرت ديبنر: عالم فيزياء نووية.
- جيمس ديمسكي، رئيس جامعة كانيسيوس (1966-1993)[9]
- أندرياس بنديكت فيلموسر، عالم لاهوت
- ماريا لويز ثورمير، كاتبة الترانيم
- هربرت ويلي، ملحن
- أرمين وولف، صحفي

## مكانة الجامعة
تعد جامعة إنسبروك اليوم أكبر مؤسسة تعليمية في ولاية تيرول، وثالث أكبر مؤسسة تعليمية في النمسا بعد جامعتي فيينا وغراتس. وقد احتلت مكان الصدارة بين جامعات النمسا في تصنيف التايمز العالمي للتعليم العالي لسنة 2010. وقد أسهمت الجامعة في تقدم العديد من العلوم، وأبرزها علم الفيزياء، كما تحتل المركز الثالث عالميًا في الأبحاث المنشورة عن علوم الجبال.

## معرض صور

المعرض: جامعة إنسبروك
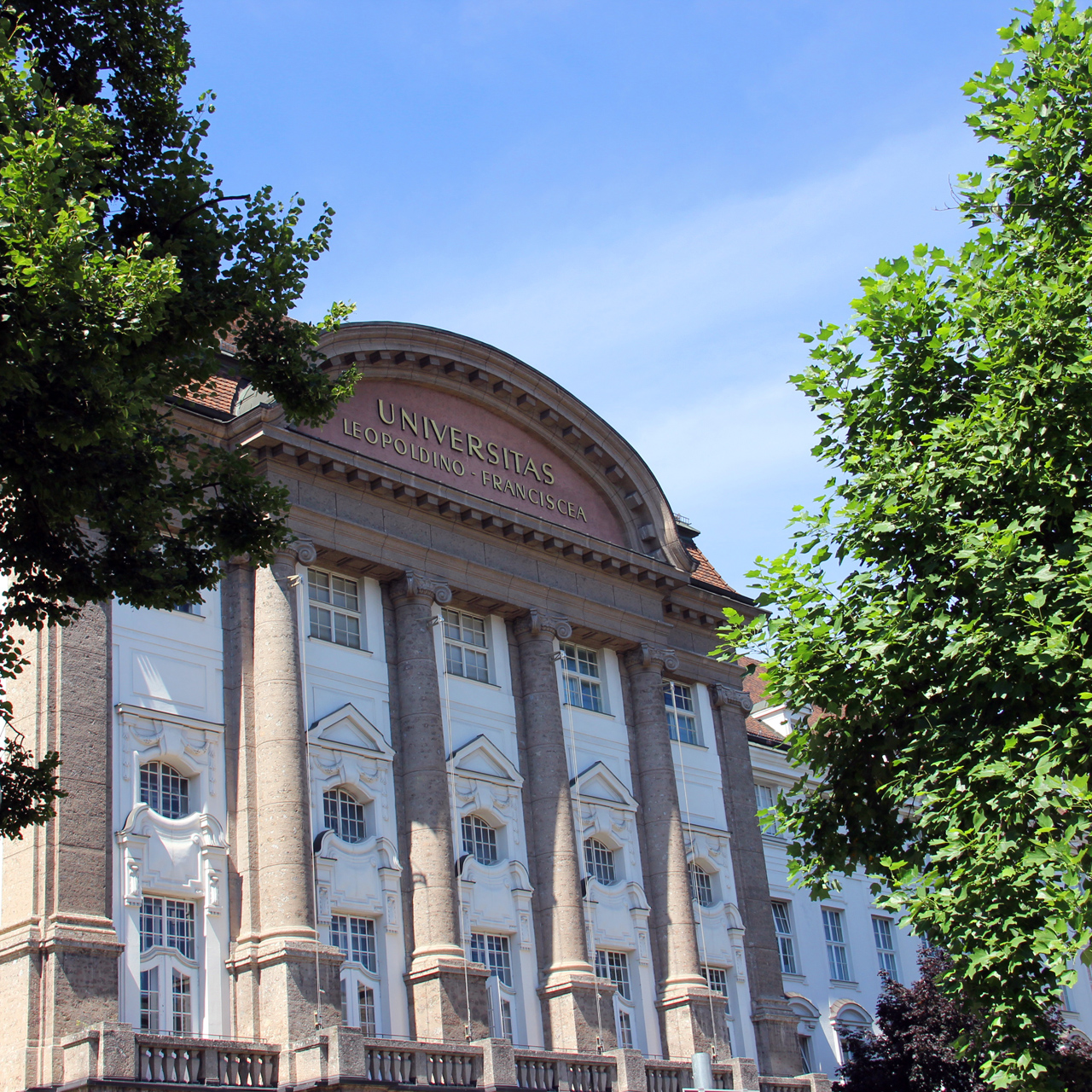
المبنى الرئيسي
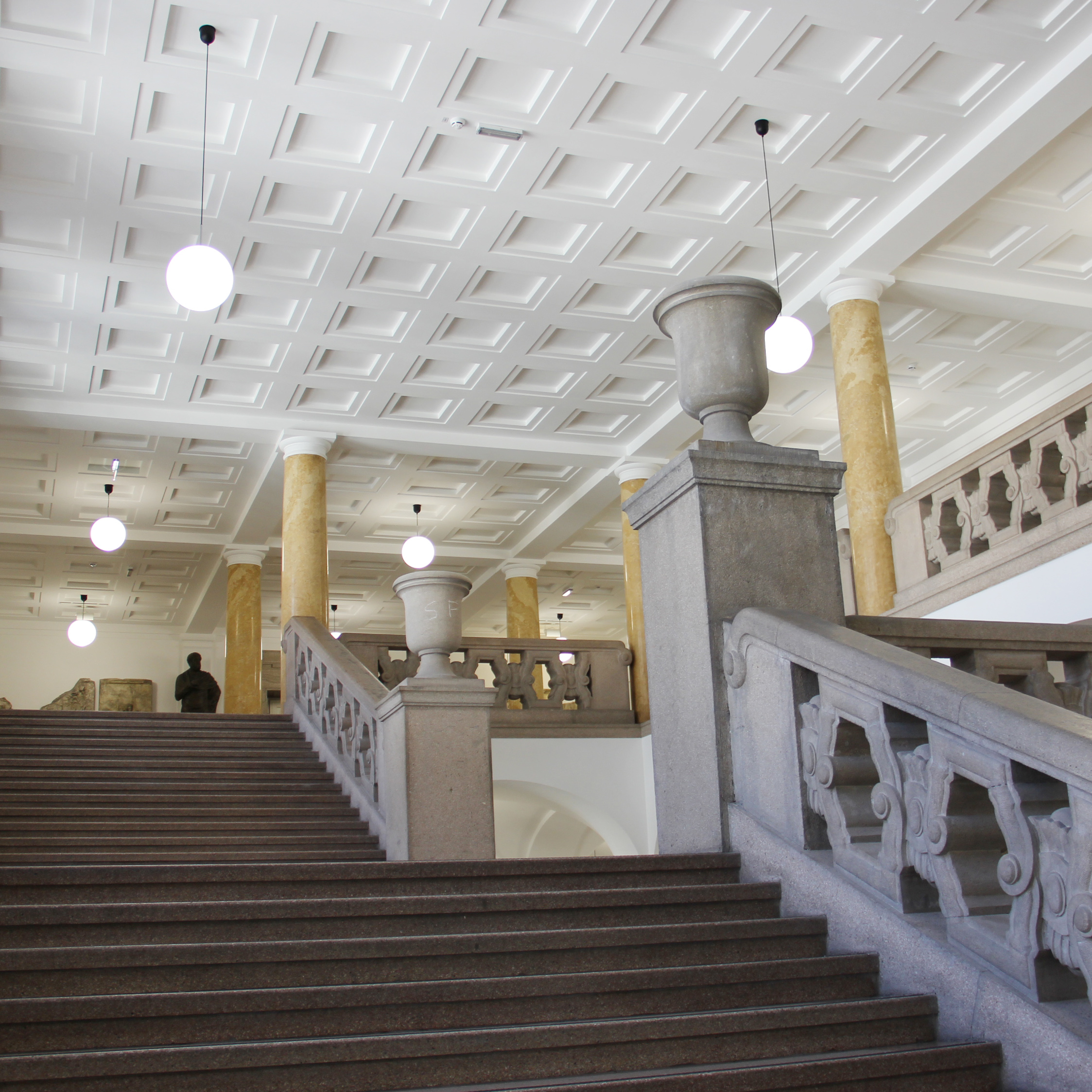
داخل المبنى الرئيسي
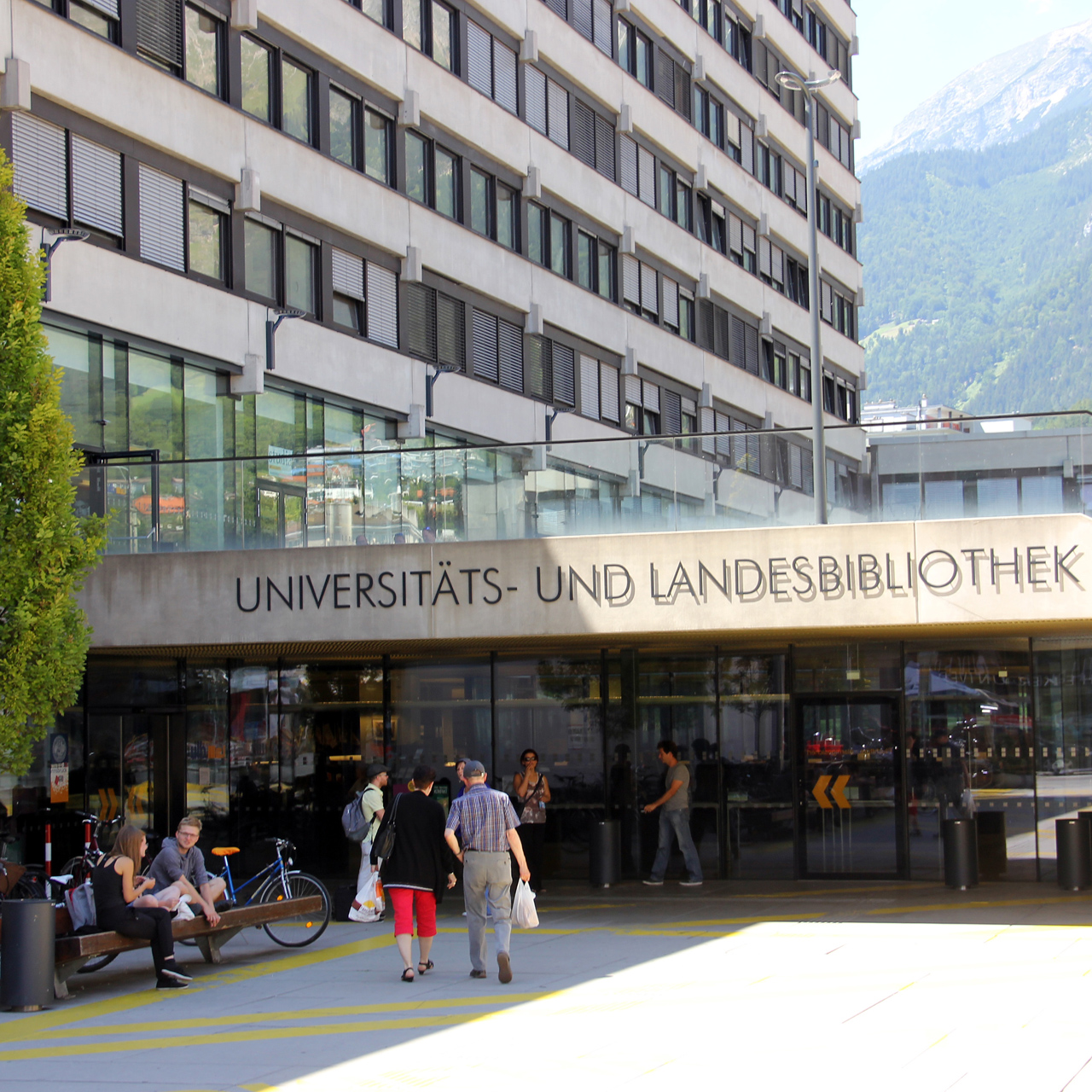
مكتبة الجامعة
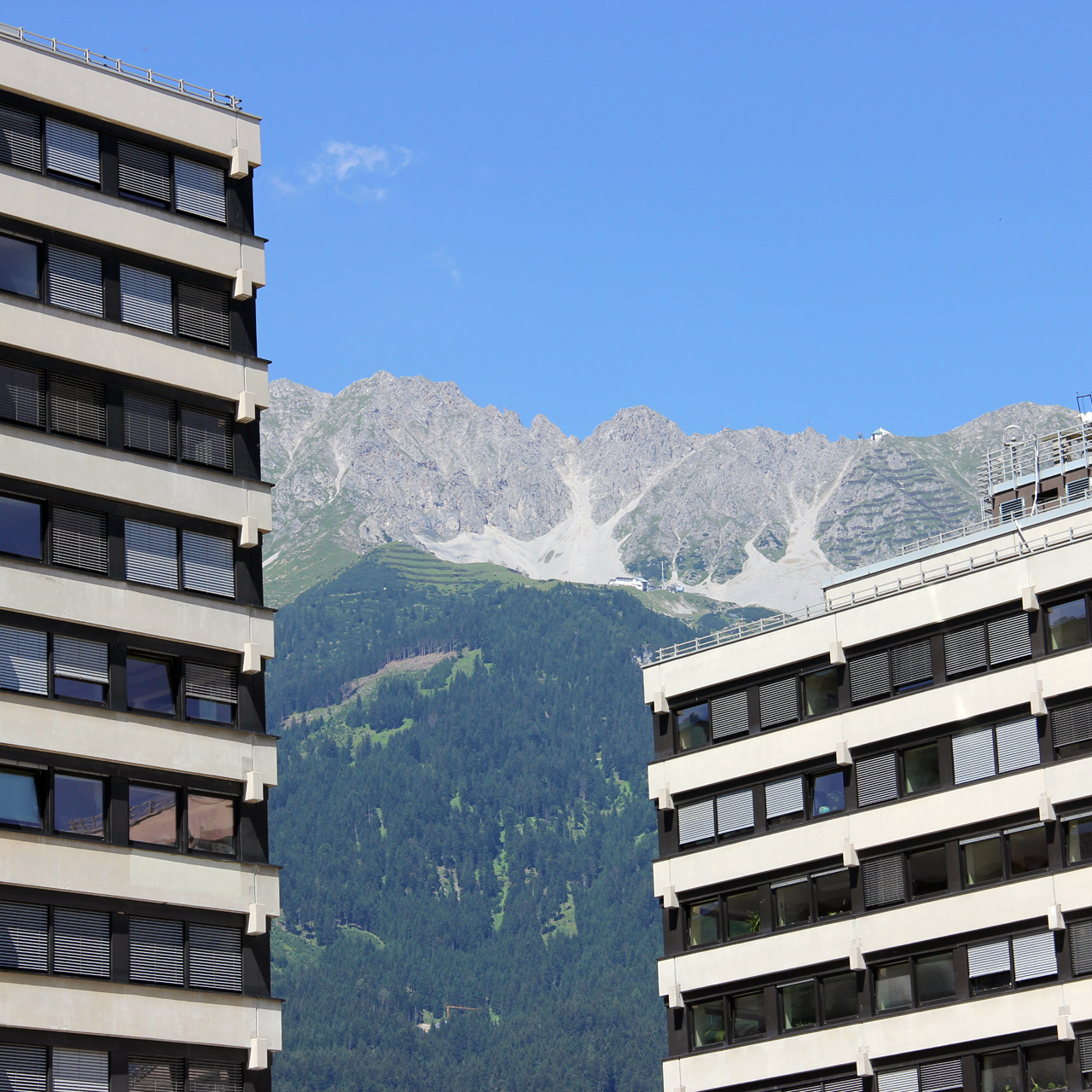
جبل نوردكيت في الخلفية
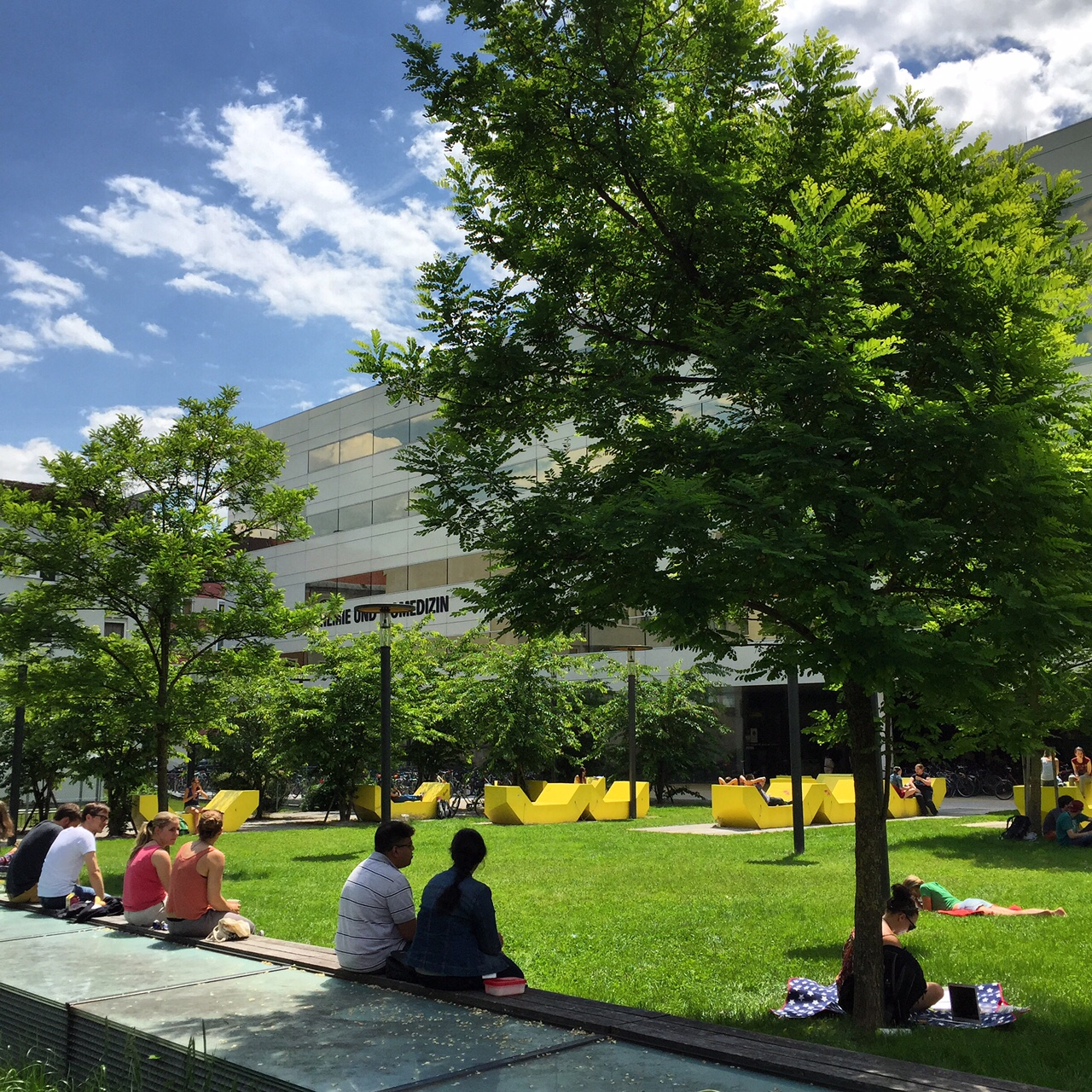
مركز الكيمياء والطب الحيوي
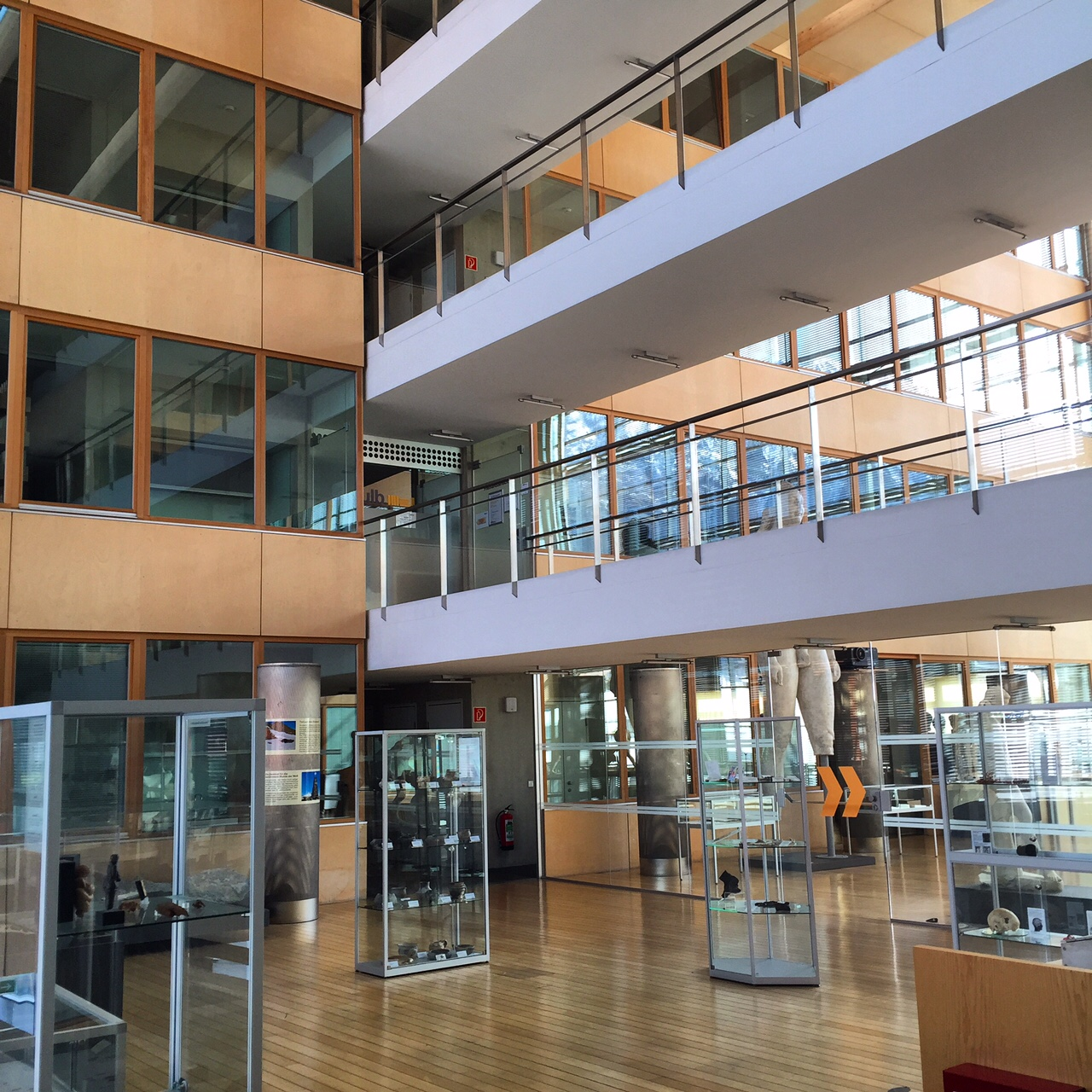
مركز الثقافات القديمة
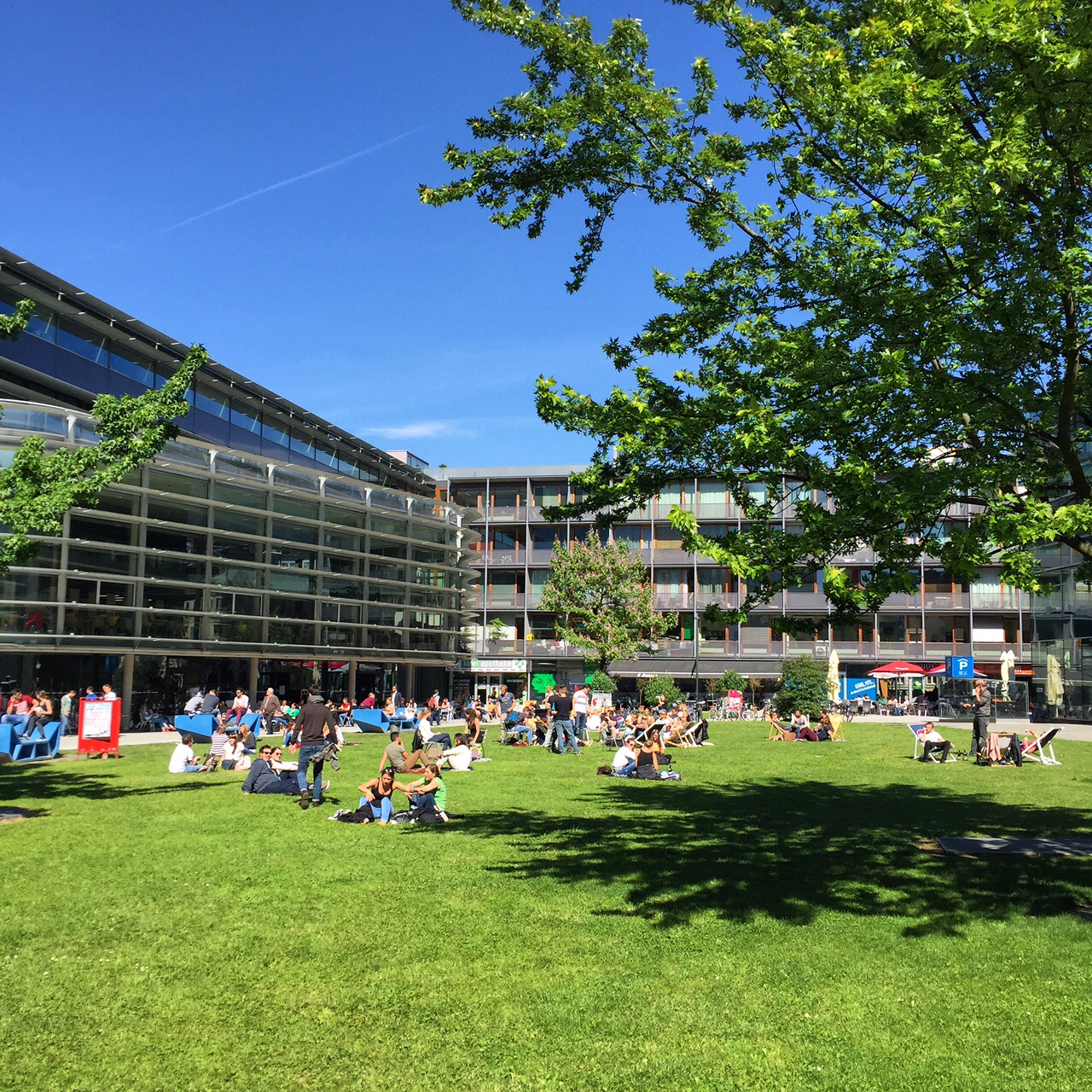
مبنى كلية العلوم الاجتماعية والاقتصاد
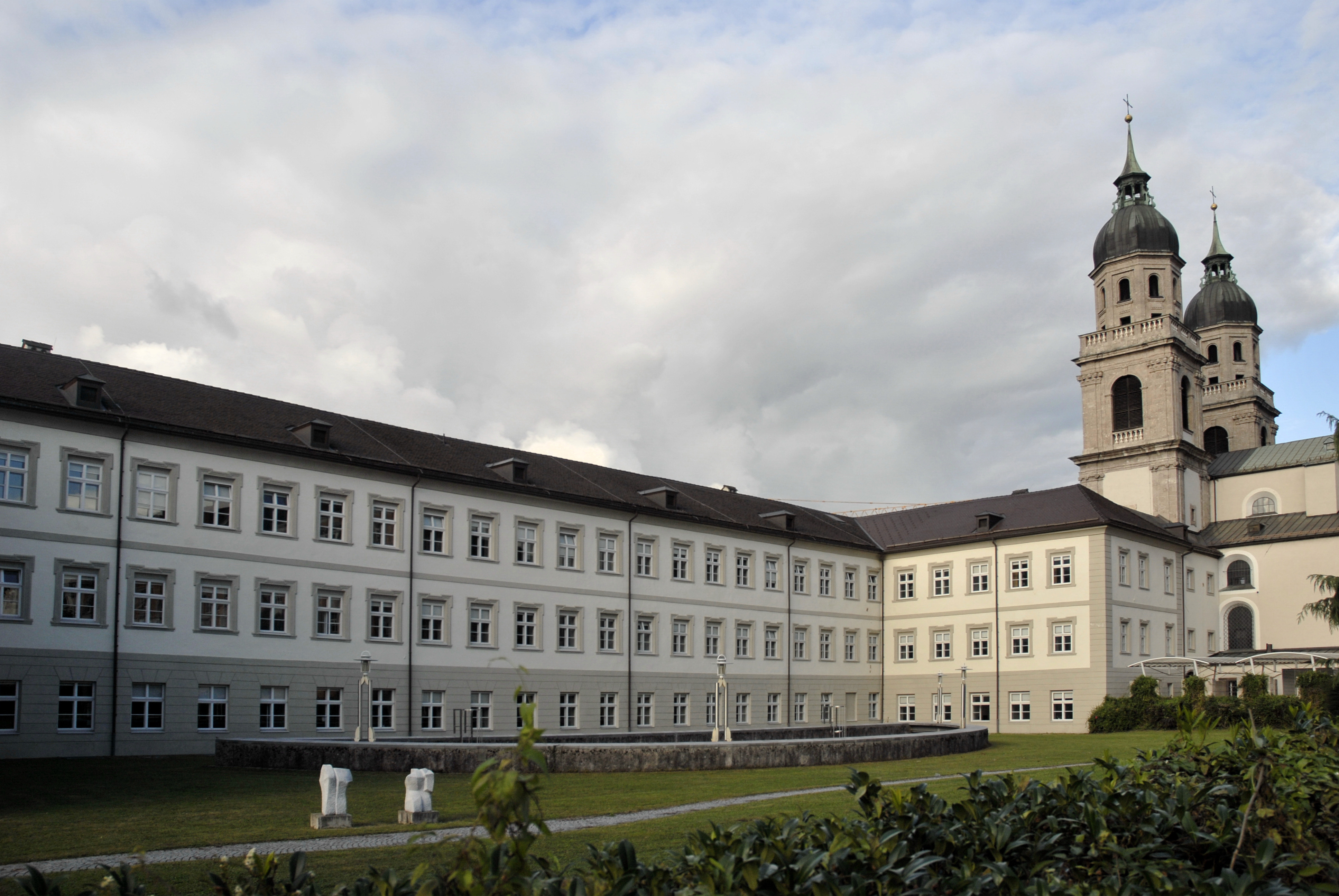
مبنى كلية اللاهوت
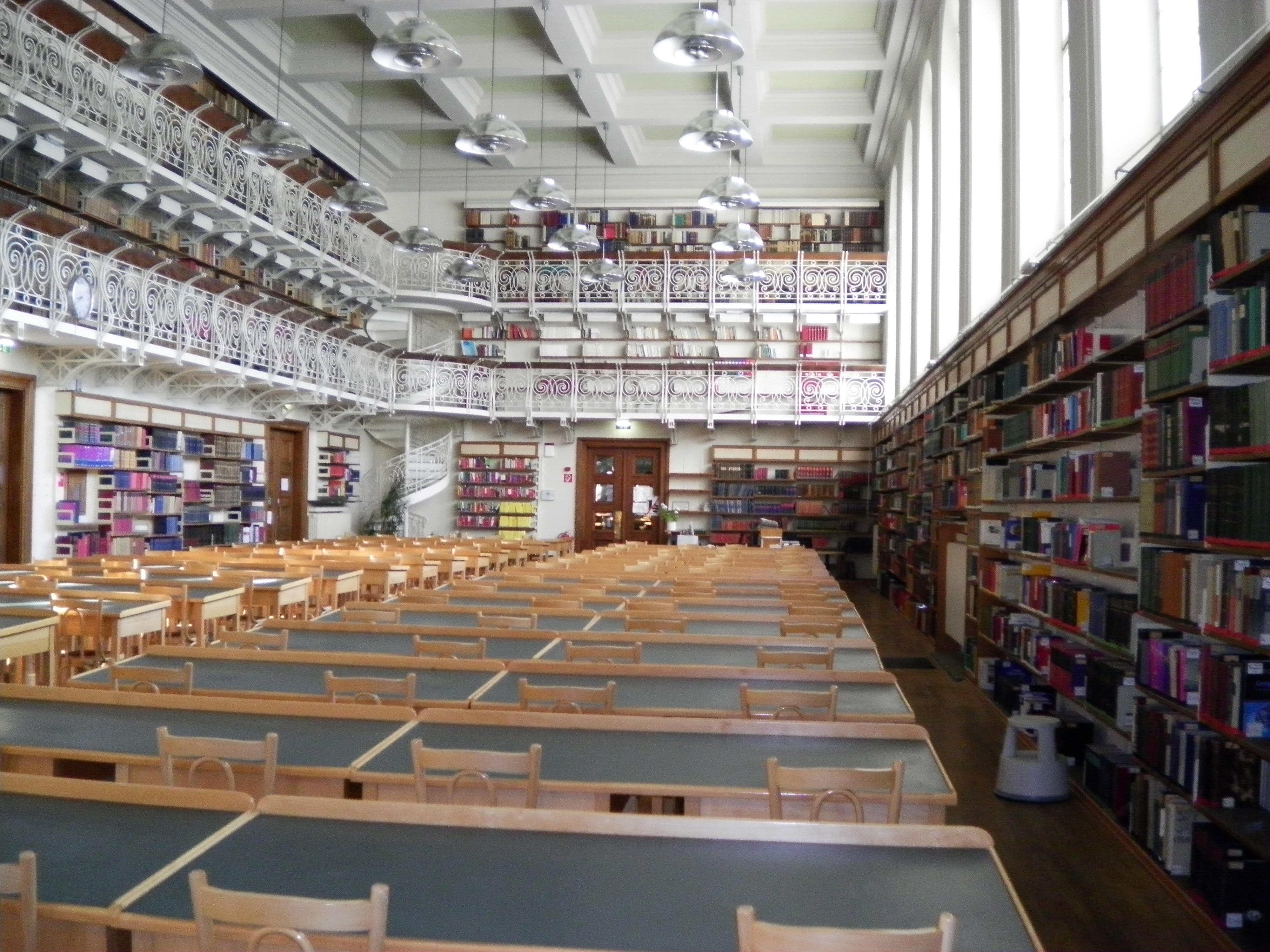
غرفة القراءة في المكتبة
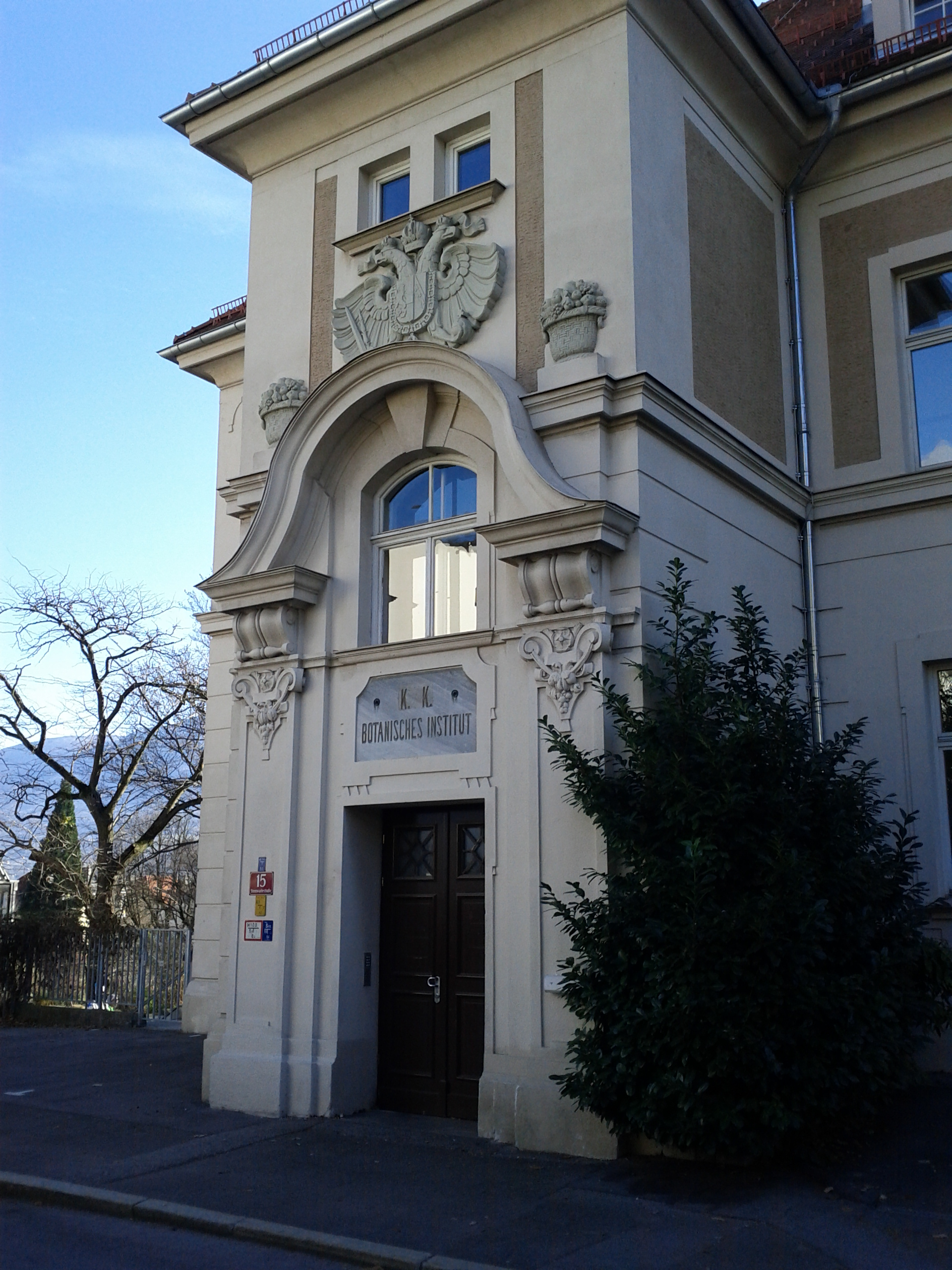
المعهد النباتي
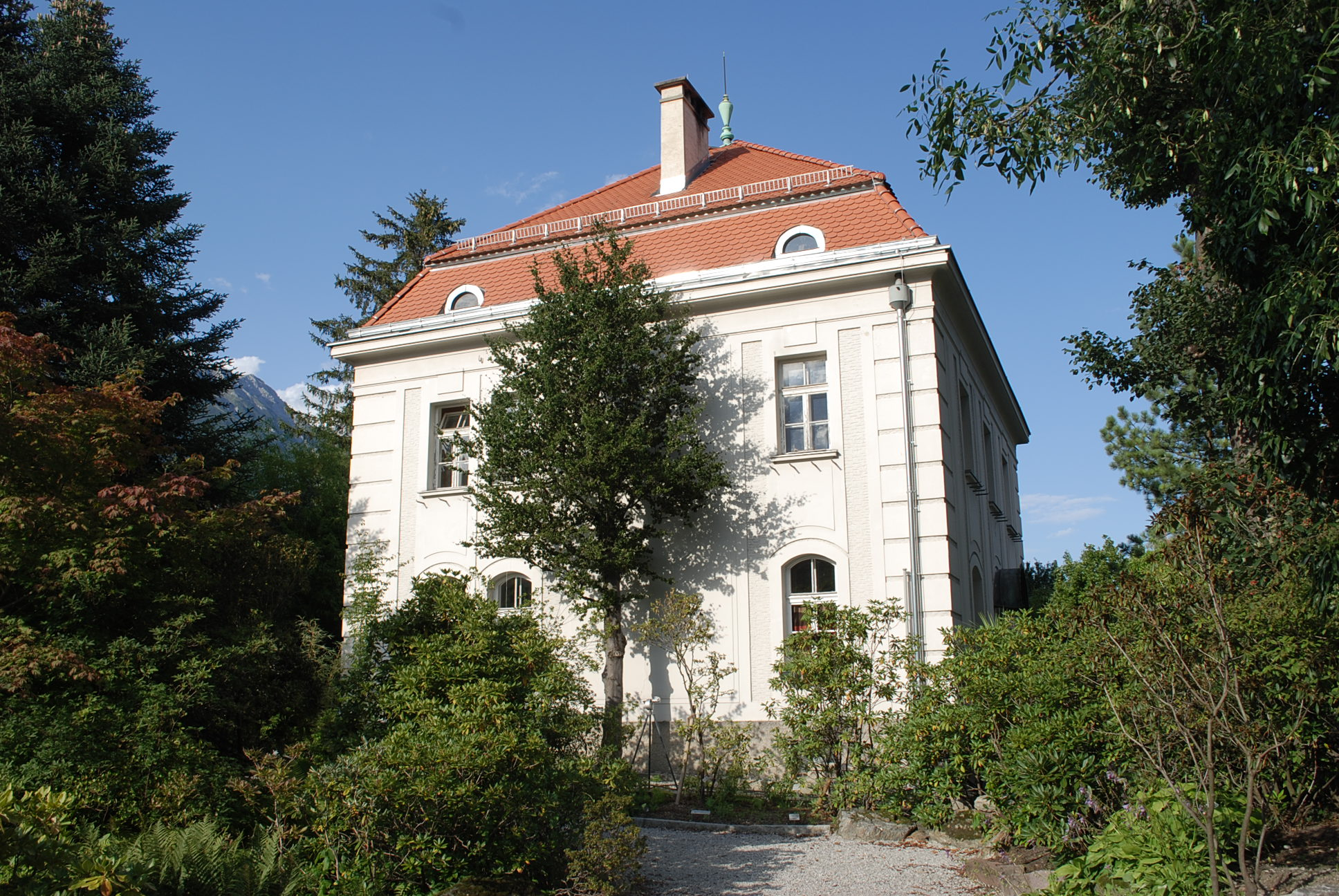
حديقة النباتات
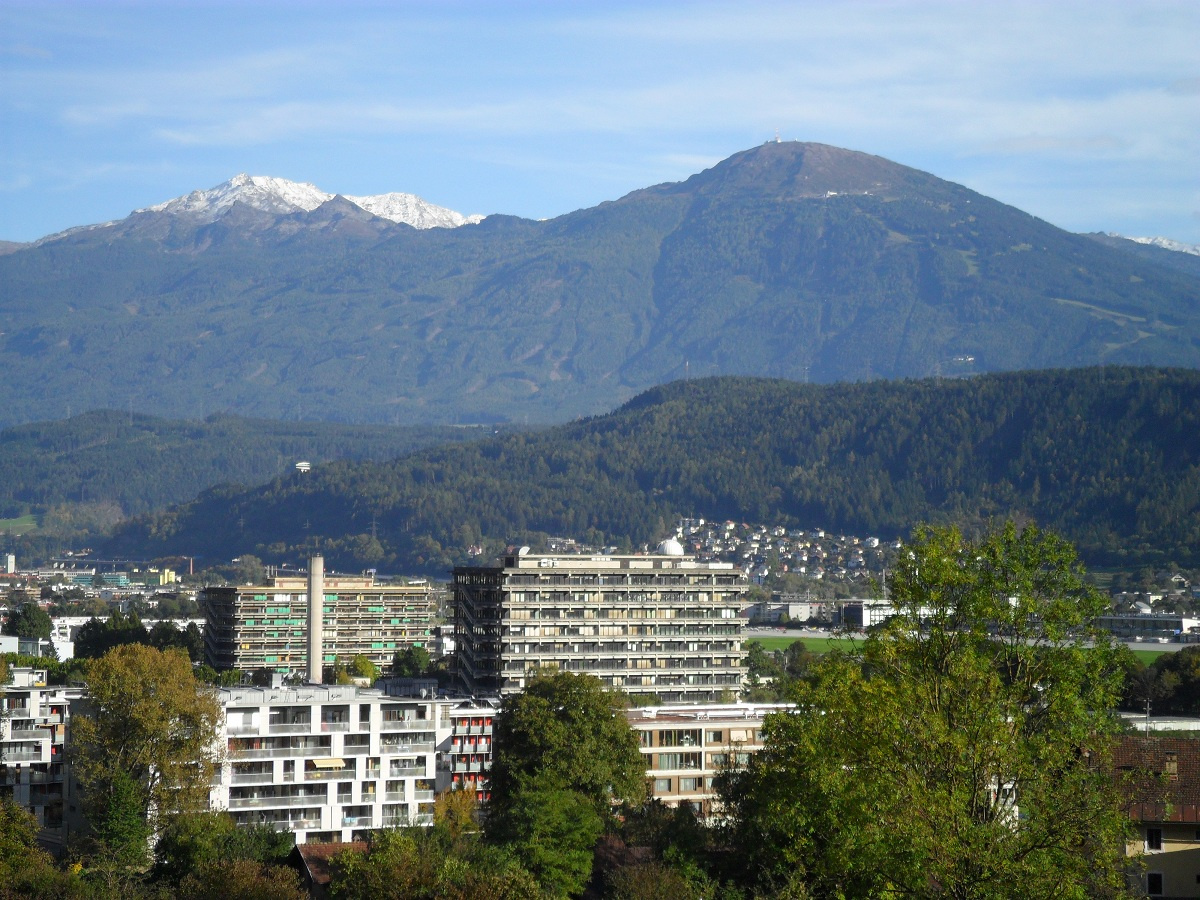
مباني كلية العلوم الفيزيائية والأحياء

## وصلات خارجية
- الموقع الرسمي للجامعة (بالألمانية)

```
(بالإنجليزية)
```